# Leitneriales
Leitneriales is een botanische naam, voor een orde van tweezaadlobbige planten: de naam is gevormd uit de familienaam Leitneriaceae. Een orde onder deze naam wordt zelden erkend door systemen voor plantentaxonomie, en ook niet door het APG-systeem (1998) en het APG II-systeem (2003): daar worden de betreffende planten ingevoegd in de familie Simaroubaceae.
In het Cronquist-systeem (1981), waar de orde geplaatst werd in een onderklasse Hamamelidae, was de omschrijving:
- orde Leitneriales
familie Leitneriaceae

Dit was ook de omschrijving in het Wettstein-systeem, aldaar ingedeeld in de onderklasse Choripetalae.